# West Wind
West Wind è un cortometraggio muto del 1915 diretto da Lionel Belmore.

## Produzione
Il film fu prodotto dalla Vitagraph Company of America.

## Distribuzione
Distribuito dalla General Film Company, il film - un cortometraggio in tre bobine - uscì nelle sale cinematografiche statunitensi il 14 settembre 1915. Non si conoscono copie ancora esistenti della pellicola che viene considerata presumibilmente perduta.